# Улица Турку

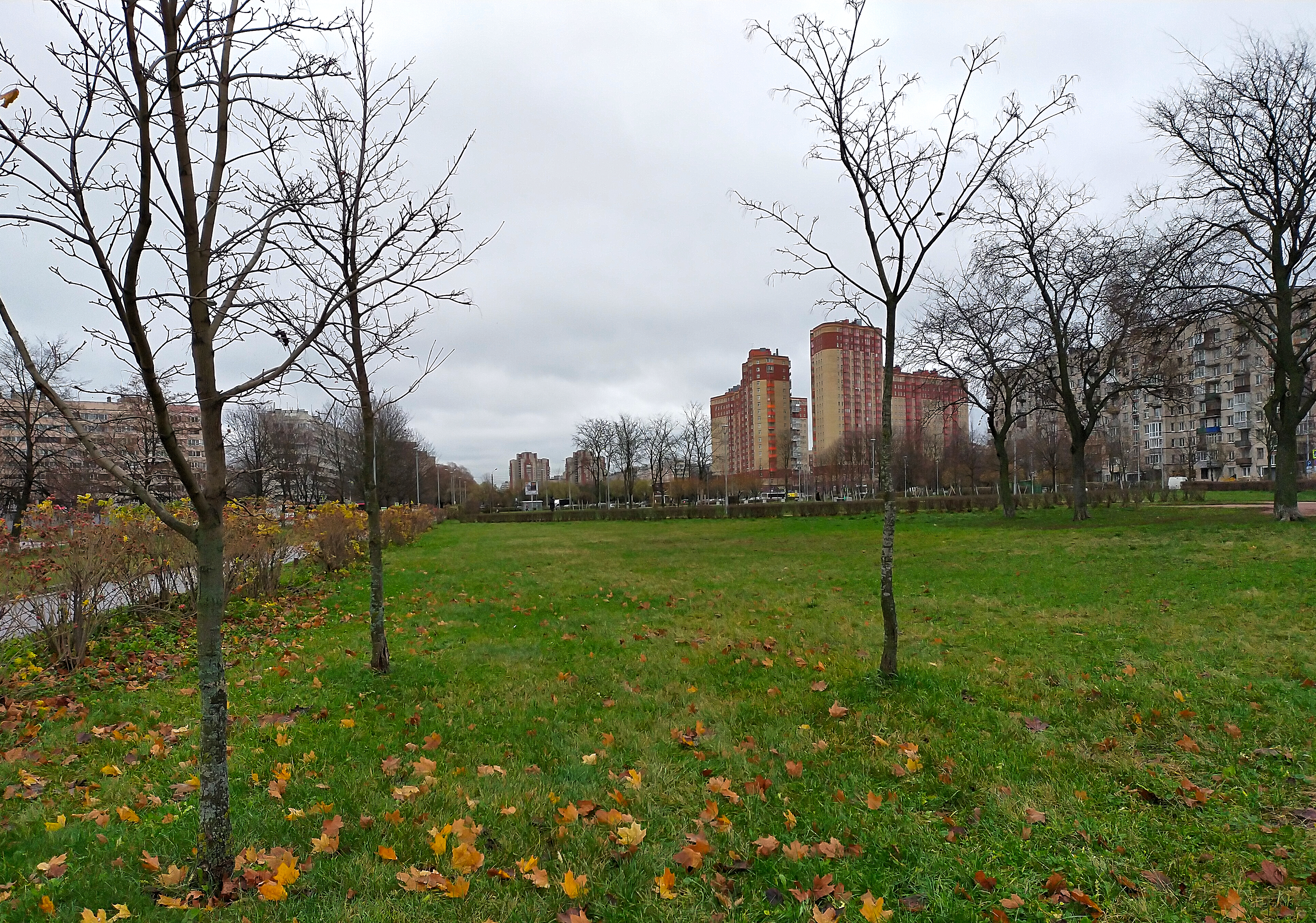
Парк на улице Турку

Улица Ту́рку — одна из улиц Фрунзенского района Санкт-Петербурга. Проходит от полотна Витебской железной дороги (Белградской улицы) до пересечения проспекта Славы и Софийской улицы (Гамбургской площади). Названа в честь города Турку (Финляндия).

## История
Часть улицы проложена по руслу реки Волковки.
В 1962—1964 годах Бассейная улица была продлена. Участок дороги, пролегающий через Купчино называется улицей Турку (с 1964 входил в состав Бассейной). В 1987 улица Турку стала отдельной, так как сквозного проезда через железнодорожное полотно между ул. Турку и Бассейной нет. Но до сих пор на некоторых домах различима надпись «Бассейная улица».
В 2019 году сквер на улице Турку между Белградской и Будапештской улицами получил название Исфаханский сквер в честь города-побратима Исфахан в Иране.

## Достопримечательности
- До 2013 года — парк с игрушечной копией фрегата Суомен Йоутсен, подаренной от имени города Турку на 300-летие Санкт-Петербурга. Игрушечную копию фрегата демонтировали в июле 2013 года. По объяснению администрации района, это было связано с техническим устареванием конструкции (площадка-фрегат была установлена в 2003 году). В итоге на месте старой площадки был открыт новый детский городок.
- Яблоневый сад

## Расположение
Улица Турку пересекает или граничит со следующими проспектами, улицами, площадями и проездами:
- Софийская улица (улица Турку примыкает к ней).
- Будапештская улица (пересечение).
- улица Белы Куна (примыкание).
- Бухарестская улица (пересечение).
- Пражская улица (пересечение).
- Белградская улица (улица Турку примыкает к ней).
- проспект Славы на Гамбургской площади (прямого выезда на проспект нет, он осуществляется через Софийскую улицу).

## Школы и детские сады
На улице Турку располагаются четыре школы и четыре детских сада.

### Школы
| Номер школы | Адрес          | Тип                                                                               |
| 37          | Дом 16         | коррекционная школа-интернат                                                      |
| 201         | Дом 21 корп.2  | средняя общеобразовательная школа                                                 |
| 227         | Дом 30         | гимназия                                                                          |
| 3031        | Дом 29 корп. 2 | средняя школа с углублённым изучением предметов художественно-эстетического цикла |

1до реорганизации школ 303 и 604 в здании находилась школа 604, после школы были объединены и получили общий номер 303.

### Детские сады
| Номер детского сада | Адрес         |
| 77                  | Дом 22 корп.6 |
| 82                  | Дом 2 корп.2  |
| 97                  | Дом 12 корп.3 |
| 61                  | Дом 19 корп.4 |

## Ближайшие отделы полиции
- 27 отдел

192212, Санкт-Петербург, Будапештская ул., д.44 корп.2, тел. 8 (812) 360-04-02
- 12 отдел

192241, Санкт-Петербург, Пражская ул., д.35, тел. 8 (812) 360-40-02

## Общественный транспорт
- Гамбургская площадь: автобусы (11, 12, 31, 56, 76, 91, 95, 114, 116, 117, 140, 141, 239, 288) и троллейбусы (26, 27, 29, 35, 36).
- Пересечение улиц Пражской и Турку: автобусы (57, 76, 116) и троллейбус (36).
- Пересечение улиц Бухарестской и Турку: автобус (54), трамваи (25, 43, 45, 49).
- Пересечение улиц Будапештской, Белы Куна и Турку: автобусы (12, 31, 59, 74, 95, 159) и троллейбусы (35, 36, 39).
- Пересечение улиц Белградской и Турку: автобусы (12, 95, 159) и маршрутка "ТРЦ РИО - улица Олеко Дундича".